# Amoria ellioti
Az Amoria ellioti a csigák (Gastropoda) osztályának Hypsogastropoda alrendjébe, ezen belül a Volutidae családjába tartozó faj.

## Rendszertani besorolása
Ez a tengeri csiga, korábban Voluta ellioti-ként volt ismert.

## Előfordulása
Az Amoria ellioti a Nyugat-Ausztráliát érintő Indiai-óceánban fordul elő.

## Források

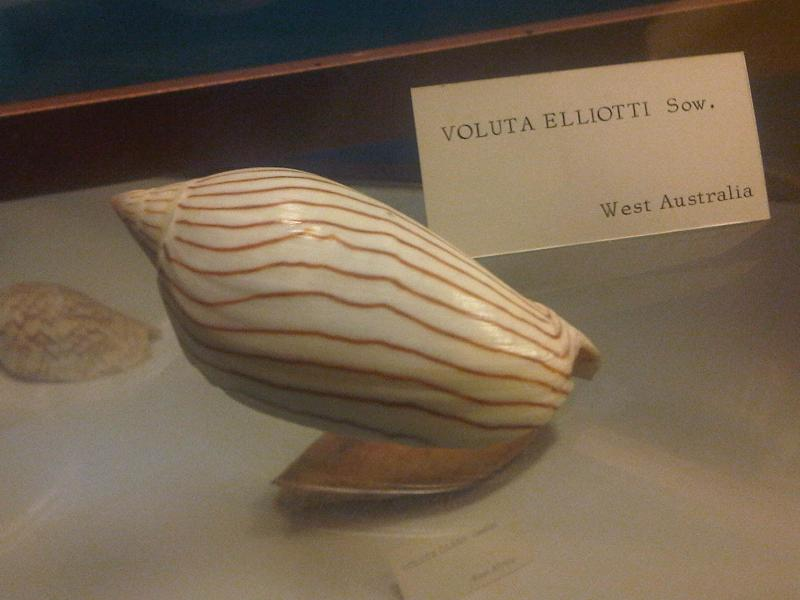
Múzeumi példány

## Megjelenése
E csigafaj háza 50-110 centiméter hosszú. A krémszínű vagy piszkosfehér alapszínű házán, vörösesbarna csíkok húzódnak.

### Fordítás
- Ez a szócikk részben vagy egészben  az   Amoria ellioti című angol Wikipédia-szócikk ezen változatának fordításán alapul.  Az eredeti cikk szerkesztőit annak laptörténete sorolja fel. Ez a jelzés csupán a megfogalmazás eredetét és a szerzői jogokat jelzi, nem szolgál a cikkben szereplő információk forrásmegjelöléseként.